# Jan Wolter Niemeijer
Jan Wolter Niemeijer (Sneek, 14 mei 1870 - Huis ter Heide, 25 juli 1937) was een Nederlands verzekeringsman en politicus. De Rotterdammer was de zoon van een hervormd theoloog en predikant.
Niemeijer behoorde tot het patriciërsgeslacht Niemeijer, waartoe ook de koffie- en tabakskoopman Theodorus Niemeijer behoorde. In 1918 werd hij dankzij de steun van de Rotterdamse zakenwereld voor de Bond van Vrije Liberalen in de Tweede Kamer gekozen, maar nam al na anderhalf jaar ontslag.
- Biografisch Portaal: 33948876
- Parlement.com: vg09ll3koxvc